# William Cliffe Foley Anderson
William Cliffe Foley Anderson (* 1865 in Upper Falls, County Antrim; † 6. Oktober 1935 in Mortimer (Berkshire)) war ein britischer Altphilologe.

## Leben
Er studierte zunächst an der University of Durham (BA 1884), von 1884 bis 1887 an der University of Oxford. Danach vertiefte er seien Kenntnisse der Klassischen Archäologie in Berlin. 1890 wurde er Professor of Classics am Firth College in Sheffield, 1903 gab er diese Stelle auf und wurde Educational Secretary des Berkshire County Council, was er bis zu seinem Tode blieb.
1893 nahm er an Ausgrabungen in Doclea in Montenegro teil. Im Herbst 1894 unternahm er mit John Arthur Ruskin Munro und H. M. Anthony eine Forschungsreise in Mysien.

## Veröffentlichungen
- The Meaning of ‘Fulcrum’ and ‘Fulcri Genius’. In: The Classical Review 3, 1889, S. 322–324.
- Leaf and Bayfield’s Edition of the Iliad. In: The Classical Review 10, 1896, S. 212–213.
- mit John Arthur Ruskin Munro, Joseph Grafton Milne, Francis John Haverfield: On the Roman town of Doclea, in Montenegro. In: Archaeologia 55, 1896, S. 33–92 (Digitalisat).
- A Journey from Mount Athos to the Hebrus. In: Commemorative Volume of Firth College, Sheffield. Sheffield 1897, S. 211–252.
- Plato’s Definition of Colour (C. R. XXXIV. p. 31). In: The Classical Review 34, 1920, S. 101.

Übersetzungen
- Richard Engelmann: Pictorial atlas to Homer’s Iliad and Odyssey. Containing 225 illustrations from works of ancient art, with descriptive text, and an epitome of the contents of each book, for the use of schools and students of literature and art. By R. Engelmann and W. C. F. Anderson. Grevel, London 1892 (Digitalisat).
- Theodor Schreiber: Atlas of classical antiquities. Edited for English use by Professor W. C. F. Anderson … with a preface by Professor Percy Gardner. Macmillan, London / New York 1895.